# Nouveau stade de La Victoria
Le Nuevo Estadio de La Victoria de Jaén (Espagne) est le stade où le Real Jaén Club de Fútbol joue ses matches à domicile. Son nom vient de l'ancien stade de la ville, qui était situé dans le quartier central de La Victoria.

## Historique
Il a ouvert le 29 août de 2001, célébrant le premier match officiel le 2 septembre. Jusque-là, le Real Jaén jouent leurs matchs à l'ancien stade de la Victoire. Le match d'ouverture de la deuxième division, face à la Real Jaen avec Poli Ejido, et s'est terminée avec la victoire par 3 à 1 Jaen équipe.[style à revoir]
En raison de son emplacement à la périphérie de Jaén, et ses dimensions, la nouvelle Victoria Stadium est rempli avec beaucoup moins que son prédécesseur, qui, avec la distance depuis les tribunes sur le terrain, les causes de l'ordinateur pour ne pas sentir si vêtu.[style à revoir]

## Les événements sportifs
À ce stade, le Real Jaén a contesté réunions officielles Deuxième, II B et Promotion de la promotion de la deuxième division. Le Real Jaén B, malgré sa Sebastian Stade Municipal de Barajas, conteste également l'occasion de rencontres à Victoria, lorsque le calendrier le permet les deux équipes.[style à revoir]
Il a également accueilli une rencontre de la sélection espagnole des moins de 21 ans.